# کاظم‌آباد شریف‌پور
کاظم‌آباد شریف‌پور، روستایی در دهستان استبرق از توابع بخش مرکزی شهرستان شهربابک در استان کرمان است.